# Stowarzyszenie Polskich Artystów Muzyków
Stowarzyszenie Polskich Artystów Muzyków (SPAM) – stowarzyszenie twórczo-zawodowe polskich artystów-muzyków i muzykologów. Powstało w 1956.
Jego celem według statutu jest
- współtworzenie warunków rozwoju życia muzycznego w Rzeczypospolitej Polskiej;
- ochrona dorobku artystycznego polskich artystów-muzyków w kraju i za granicą;
- ochrona zawodu artysty-muzyka poprzez działania na rzecz polepszenia sytuacji materialnej i socjalnej muzyków polskich oraz ich prestiżu;
- zbiorowe zarządzanie i ochrona powierzonych SPAM praw do artystycznych wykonań oraz wykonywanie i korzystanie z innych uprawnień wynikających z ustawy o prawie autorskim i prawach pokrewnych.

Członkami rzeczywistymi SPAM mogą zostać absolwenci wyższych uczelni muzycznych lub szkoły muzycznej II stopnia oraz osoby, które 
działają w zakresie tworzenia, wykonywania, utrwalania lub rozpowszechniania muzyki, pedagogiki lub publicystyki muzycznej albo w inny sposób zaangażowany jest w działalność muzyczną lub na rzecz muzyki.
Zarząd Główny SPAM ma siedzibę w Warszawie. Istnieją też koła i oddziały Stowarzyszenia.